# Нойенгамме (концентрационный лагерь)

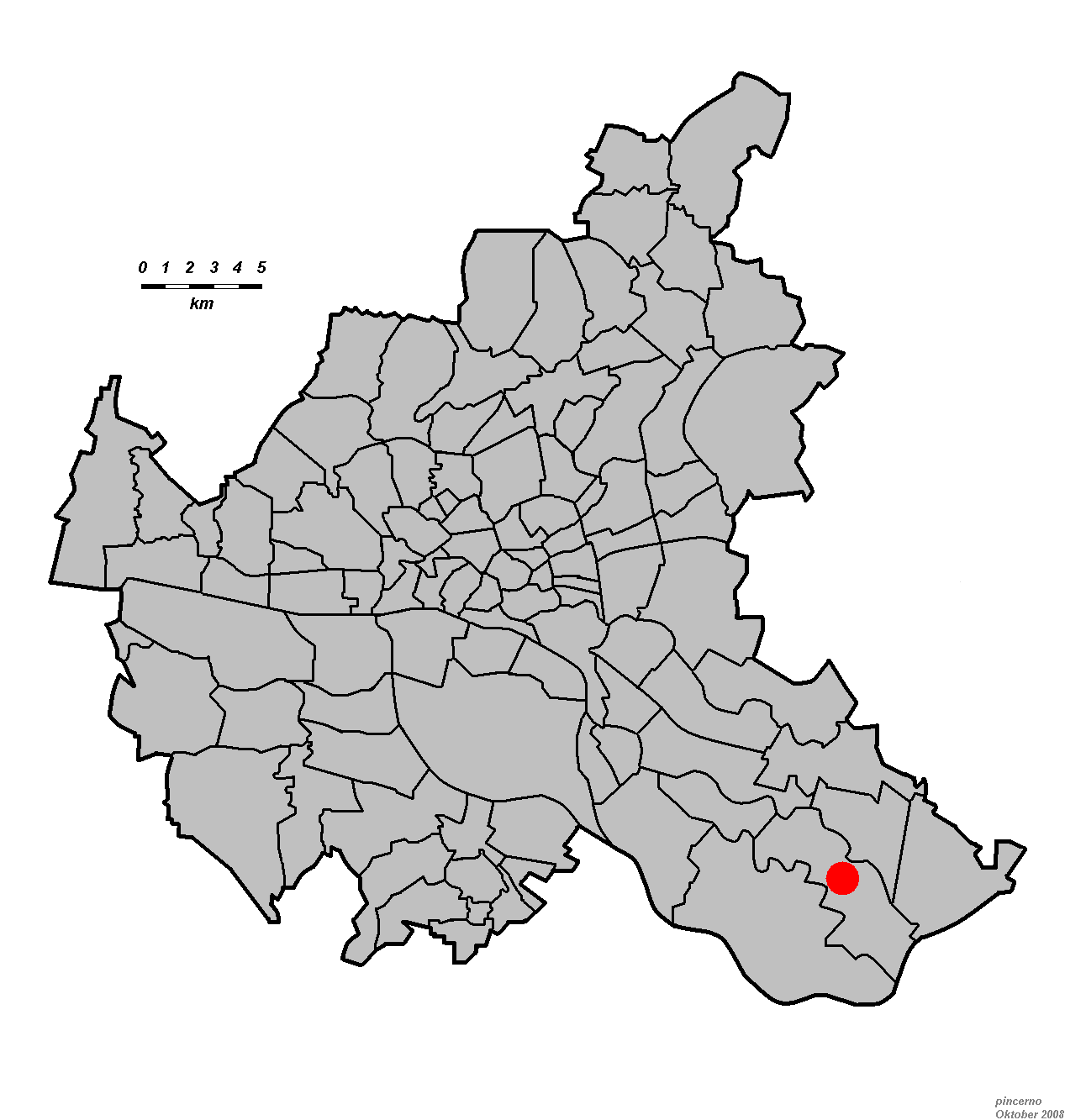
Расположение концлагеря в Гамбурге

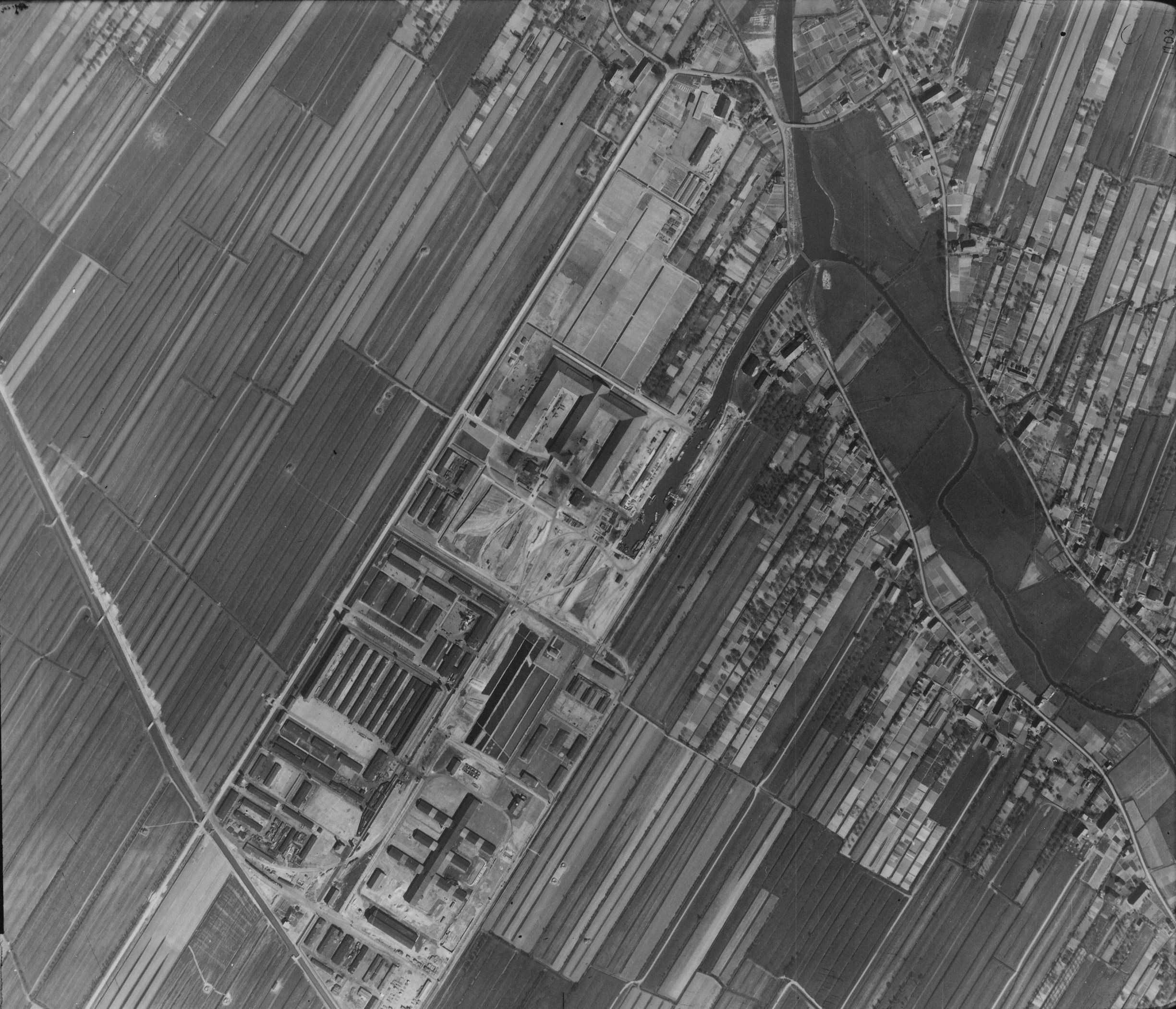
Аэрофотосъёмка Британской Армии 16 апреля 1945 г.

Нойенгамме (нем. Neuengamme) — крупнейший концентрационный лагерь на северо-западе Германии, находившийся на территории одноимённого района Гамбурга. Нойенгамме представлял собой сеть нацистских концентрационных лагерей на севере Германии, которая состояла из главного лагеря Нойенгамме и более чем 85 лагерей-спутников. Основанный в 1938 году недалеко от деревни Нойенгамме в Бергедорфском районе Гамбурга, лагерь Нойенгамме стал крупнейшим концентрационным лагерем в Северо-Западной Германии. После поражения Германии в 1945 году британская армия использовала этот лагерь как лагерь для интернированных членов СС и других нацистских чиновников. В 1948 году британская зона оккупации Германии передала землю Свободному Ганзейскому городу Гамбургу, который вскоре снёс деревянные казармы лагеря и построил на их месте тюремный блок, превратив бывший концентрационный лагерь в две государственные тюрьмы, управляемые гамбургскими властями с 1950 по 2006 год. После протестов различных групп оставшихся в живых и союзников это место стало мемориалом. Он расположен в 15 км к юго-востоку от центра Гамбурга .

## История

### Общая информация
Изначально он возник как филиал лагеря Заксенхаузен, находившегося вблизи Берлина. Филиал в Гамбурге понадобился в ситуации, когда руководство Германии приняло решение начать интенсивное строительство в Гамбурге. За годы его существования через лагерь прошло 100 500 человек.
Лагерь отличался тем, что в нём не совершались массовые убийства заключённых. Это была скорее трудовая колония, нежели орудие массового уничтожения, как Освенцим или Бухенвальд. По причине ведения войны в него, помимо мирных жителей с оккупированных Германией территорий, пригоняли также и военных офицеров.
Из известных актов массового убийства заключённых в Нойенгамме известны 2 случая отравления газом советских офицеров. В первый раз было убито 197 человек, не желавших идти на контакт, во второй 251 человек по той же причине. Более случаев отравления людей газом в Нойенгамме не случалось.
На территории лагеря, помимо крематория и бараков, находился также кирпичный завод и завод по производству пистолетов «Вальтер»
В 1944 году начали строить кирпичные бараки, состоявшие из 4 блоков, в каждом из которых изначально должно было находиться 260 человек. Впоследствии их количество выросло до 500.

### Лагерь в Нойенгамме

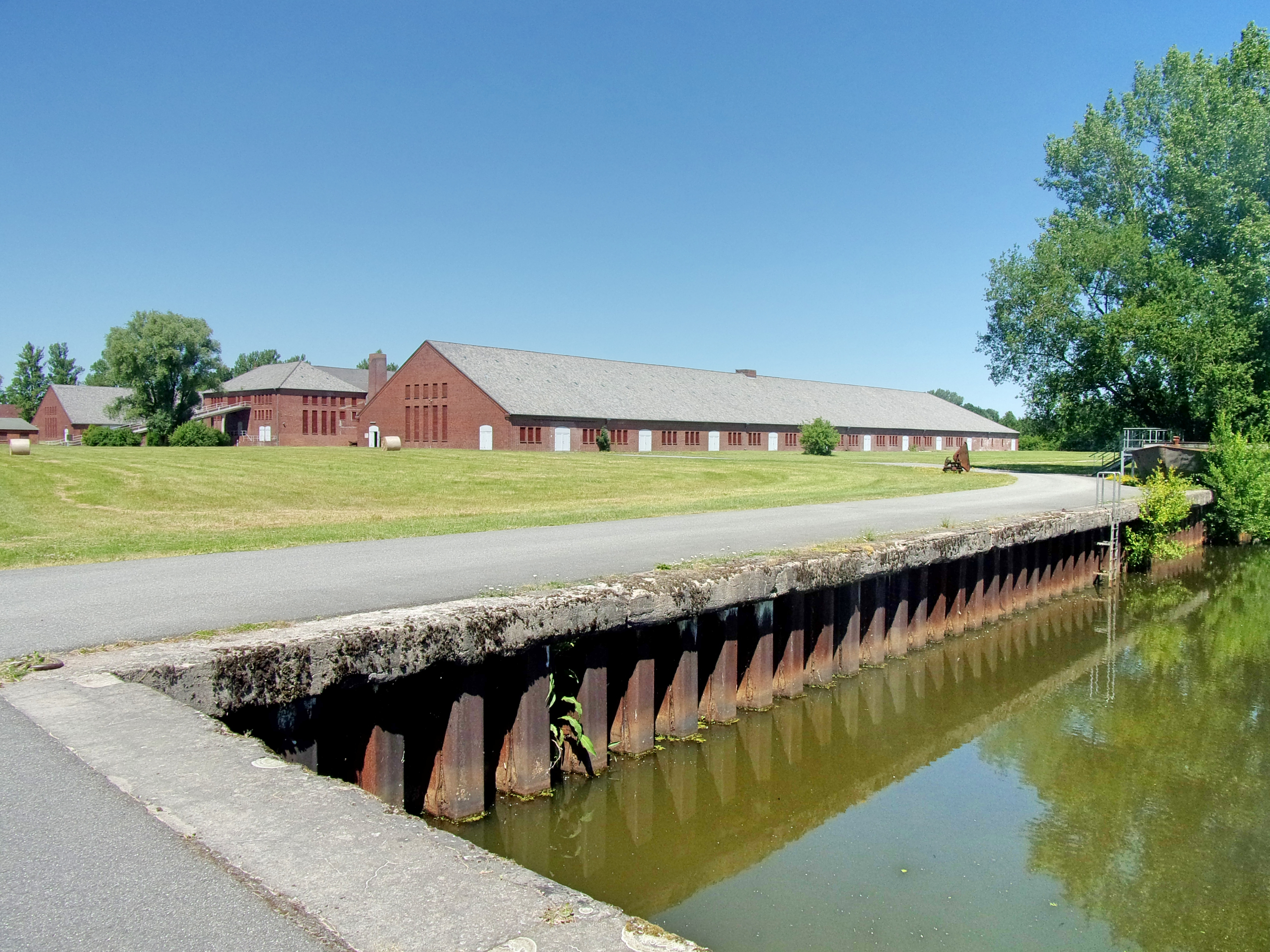
Завод по производству клинкерного кирпича на территории Мемориала Нойенгамме

13 декабря 1938 года СС (военизированные формирования Национал-социалистической немецкой рабочей партии) основал концентрационный лагерь Нойенгамме в качестве подлагеря концлагеря Заксенхаузен и перевез 100 заключённых из Заксенхаузена, чтобы начать строительство лагеря и эксплуатацию кирпичного завода . К концу того же года в Нойенгамме находилось около 3000 заключённых. В августе 1943 года количество заключённых составляло около 10 000 человек. До конца 1940 года большинство заключённых Нойенгамме были немецкими гражданами.
В январе 1940 года Генрих Гиммлер посетил это место и счел производство кирпича в Нойенгамме ниже нормы. В апреле 1940 года СС и город Гамбург подписали контракт на строительство более крупного, современного кирпичного завода, расширенного соединительного водопровода и прямой поставки кирпича и заключённых для строительных работ в городе. 4 июня концентрационный лагерь Нойенгамме стал самостоятельным лагерем, а из всей Германии, а вскоре и из остальной Европы начали прибывать транспортные средства.
В связи с ростом смертности в период между 1940 и 1942 годами в лагере был построен крематорий. В том же году гражданские корпорации «Мессап» и «Ястрем» открыли на территории лагеря оружейные заводы и использовали в качестве рабочей силы заключённых концлагерей. После того, как война перенеслась в Сталинград, нацисты заключили миллионы советских заключённых в систему концлагерей, а советские военнопленные стали крупнейшей группой заключённых в лагере Нойенгамме и подверглись жестокому обращению со стороны эсэсовских охранников. К концу 1942 года уровень смертности вырос до 10 % в месяц.
В 1943 году на Нормандском острове Олдерни был создан лагерь-спутник.
В июле 1944 года была создана специальная секция лагеря для видных французских заключённых, состоявшая из политических оппонентов и борцов против немецкой оккупации Франции. Среди этих заключённых был Джон Уильям, который участвовал в саботаже и бомбардировке военной фабрики в Монлюсоне. Уильям открыл для себя свой певческий голос, когда болел за своих товарищей-заключённых в Нойенгамме, и продолжил выдающуюся карьеру певца популярной и евангельской музыки.
В целом с декабря 1938 г. по май 1945 г. СС заключили в тюрьму около 104 000—106 000 человек в Нойенгамме; примерно 13 500 заключённых составляли женщины. Самыми крупными группами по национальностям были Советы (34 350 человек); Поляки (16900), французы (11500), немцы (9200), голландцы (6950), датчане (4800) и бельгийцы (4800). Первоначально в лагере было очень мало евреев; к 1942 году их насчитывалось от 300 до 500. Летом и осенью 1942 года эсэсовцы удалили всех евреев, депортировав тех, кого не убили в лагере, в Освенцим. В 1944 году СС перевезли в Нойенгамме и польских, и венгерских евреев, многие из них — через Освенцим. Всего в Нойенгамме было около 13 000 евреев.

### Эвакуации, марши смерти и бомбардировки Кап-Арконы
15 марта 1945 года в рамках программы «Белые автобусы» начался перевод скандинавских заключённых из других немецких лагерей в Нойенгамме. 19 апреля были изданы приказы об эвакуации из главного лагеря. В период с 20 по 26 апреля более 9000 заключённых были вывезены из Нойенгамме и погружены на четыре судна: пассажирские лайнеры «Дойчланд» и «Кап-Аркона», а также два больших парохода «SS Thielbek» и «Athen».
Заключённые находились в трюме кораблей в течение нескольких дней без пищи и воды. Заключив, что на кораблях находились беглые нацистские чиновники, направлявшиеся в Норвегию, а не тысячи заключённых, 3 мая Королевские военно-воздушные силы «Хоукер тайфуны» (RAF) бомбили Тьелбек, Кап-Аркону и Дойчланд. Разведывательные данные о том, что на кораблях находились заключённые концлагерей, не успели вовремя дойти до эскадрильи, чтобы остановить атаку. Выжившие, прыгнувшие в воду, были обстреляны из пушек самолётов RAF или расстреляны нацистскими чиновниками. Британцы заставили немецких военнопленных и гражданских лиц вырыть массовые захоронения для погибших. В ходе рейда погибло около 7100 пленных и чиновников; выжило только 450 заключённых. 600—700 узников концлагеря остались в главном лагере по приказу СС уничтожить все компрометирующие документы, разобрать лагерные сооружения и скрыть следы преступлений. 2 мая 1945 года СС и последний из заключённых покинули концентрационный лагерь Нойенгамме. Первые британские солдаты прибыли на следующий день и, не обнаружив никаких следов, сообщили, что концентрационный лагерь «пуст».

### Условия поддержания их здоровья
Как и в других концентрационных лагерях, заключённым не хватало еды, крова и лекарств для поддержания их здоровья. Власти лагеря использовали их на принудительных работах, при строительстве лагеря, на кирпичных заводах, в проектах по регулированию рек на Эльбе и при строительстве канала между реками Голубь и Эльба. Условия, в которых руководство лагеря заставляло заключённых работать, и отсутствие даже элементарной медицинской помощи способствовали распространению болезней, включая пневмонию, туберкулез и тиф. Более 1000 заключённых умерли в результате эпидемии тифа, вызванного вшами, который начался в декабре 1941 года. Помимо ужасных условий содержания, заключённые подвергались избиениям и произвольным наказаниям.

### Медицинские эксперименты над заключёнными в Нойенгамме
Немецкие врачи проводили медицинские эксперименты над заключёнными в Нойенгамме. В начале 1942 года ученые из Института морских и тропических болезней использовали заключённых для тестирования средств борьбы с тифом, передаваемым вшами. В 1944 году врач СС Курт Хейсмайер провел эксперименты по разработке лекарств для борьбы с туберкулезом; его подопытными были 20 евреев; для этой цели дети были переведены из Освенцима в Нойенгамме. В апреле 1945 года, чтобы скрыть следы этого преступления, СС убили этих детей вместе с их четырьмя воспитателями-евреями в школе Булленхузер Дамм в Гамбурге. Зимой 1944—1945 годов доктор Людвиг-Вернер Хааз испытал новый фильтр для воды, добавив в воду 100-кратную безопасную дозу мышьяка. Затем он отфильтровал воду с помощью новой машины и отдал её более чем 150 заключённым в течение 13 дней. Тяжёлые дозы, использованные в испытании, вероятно, нанесли заключённым долгосрочные травмы. Первоначально руководство лагеря организовало кремацию тел умерших заключённых в крематориях, находящихся в ведении муниципальных властей Гамбурга. После весны 1942 года в Нойенгамме появился собственный крематорий. В 1942 году власти СС начали систематически убивать нетрудоспособных заключённых. в рамках операции 14f13, в ходе которой врачи, назначенные немецкими агентствами здравоохранения, «обследовали» нетрудоспособных заключённых на наличие симптомов психического расстройства и отбирали их для убийства. Немецкий медицинский персонал убил их в газовых камерах. После 1942 года медики Нойенгамме регулярно убивали заключённых, слишком слабых для работы, с помощью смертельной инъекции. Около 2000 заключённых гестапо были доставлены в Нойенгамме в период с 1942 по 1945 год на смерть.

### После войны
В первые послевоенные месяцы лагерь использовался как лагерь для перемещенных лиц преимущественно из числа советских граждан, угнанных во время войны в Германию, причём немецкие военнопленные содержались отдельно. В июне британские войска начали использовать этот лагерь как лагерь для интернированных свидетелей, членов СС и нацистских чиновников под названием «Гражданский лагерь для интернированных № 6».

## Мемориал
Расширение

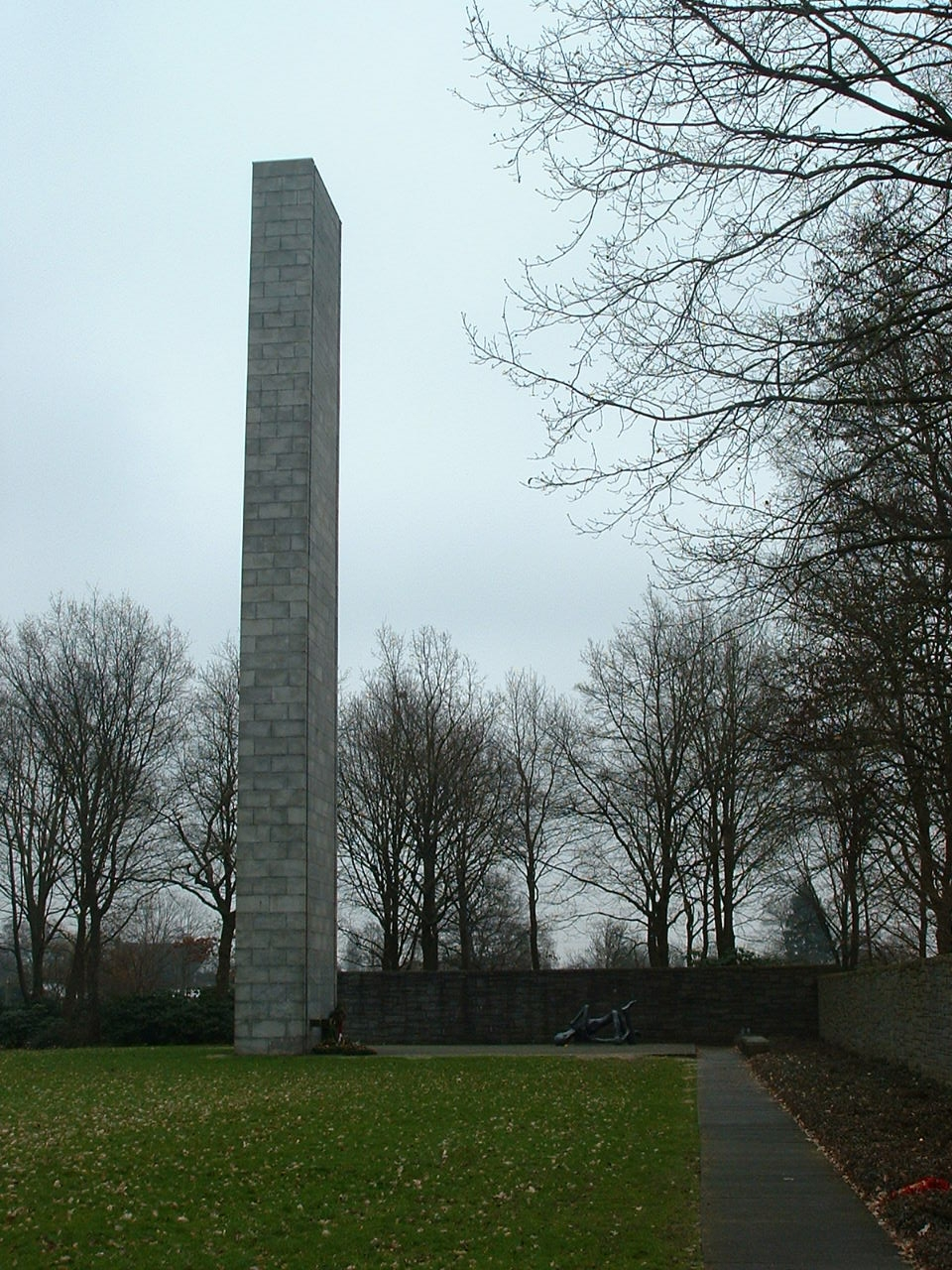
Мемориальная башня в бывшем концлагере Нойенгамме

Поскольку бывший концентрационный лагерь использовался сразу после войны как лагерь для интернированных, а затем и как тюрьма, история зверств, происшедших в Нойенгамме и её подлагерях, была в значительной степени забыта в Гамбурге и в остальной Германии. Таким образом, создание мемориала было постепенным процессом, столкнувшимся с сильным противодействием со стороны горожан и Гамбургской городской думы.
Первый мемориал — это простой памятник, воздвигнутый на левом (самом северном) краю территории бывшего питомника СС, в котором в качестве удобрения использовался пепел крематория, вдали от современной тюрьмы и бывшего арестантского комплекса концентрационного лагеря. После интенсивного давления со стороны Amicale Internationale de Neuengamme, основной организации, представляющей всех бывших заключённых лагеря, в 1965 году мемориал был расширен. В 1981 году к нему добавляется выставочное здание (по-немецки: Dokumentenhaus) и открывается первая выставка, посвящённая истории лагеря Нойенгамме. Все мемориальные сооружения до сих пор отрезаны от основной части бывшего концентрационного лагеря, в состав которого входили казармы, кирпичные заводы и «коммандос смерти». В 1984 году протесты успешно остановили снос бывшего кирпичного завода, и несколько важных исторических зданий из бывшего лагеря были объявлены объектами наследия. В 1995 году бывший оружейный завод компании «Walther» перестраивается в постоянную экспозицию, а дом Памяти перестраивается в Дом Памяти. В 2005 году открывается новый музей. В то время как десятилетиями под давлением оставшихся в живых и активистов удается убедить Гамбургский сенат переместить в 1989 году две тюрьмы, стоявшие на территории бывшего концентрационного лагеря, именно в 2003 и 2006 годах они официально переносятся за пределы территории лагеря. Таким образом, вся территория была включена в мемориальный комплекс только в 2007 году.
Международное место траура
Дом Памяти (Dokumentenhaus) находится в северной части земли. Здесь находятся файлы о смерти, модели лагеря и администрации.

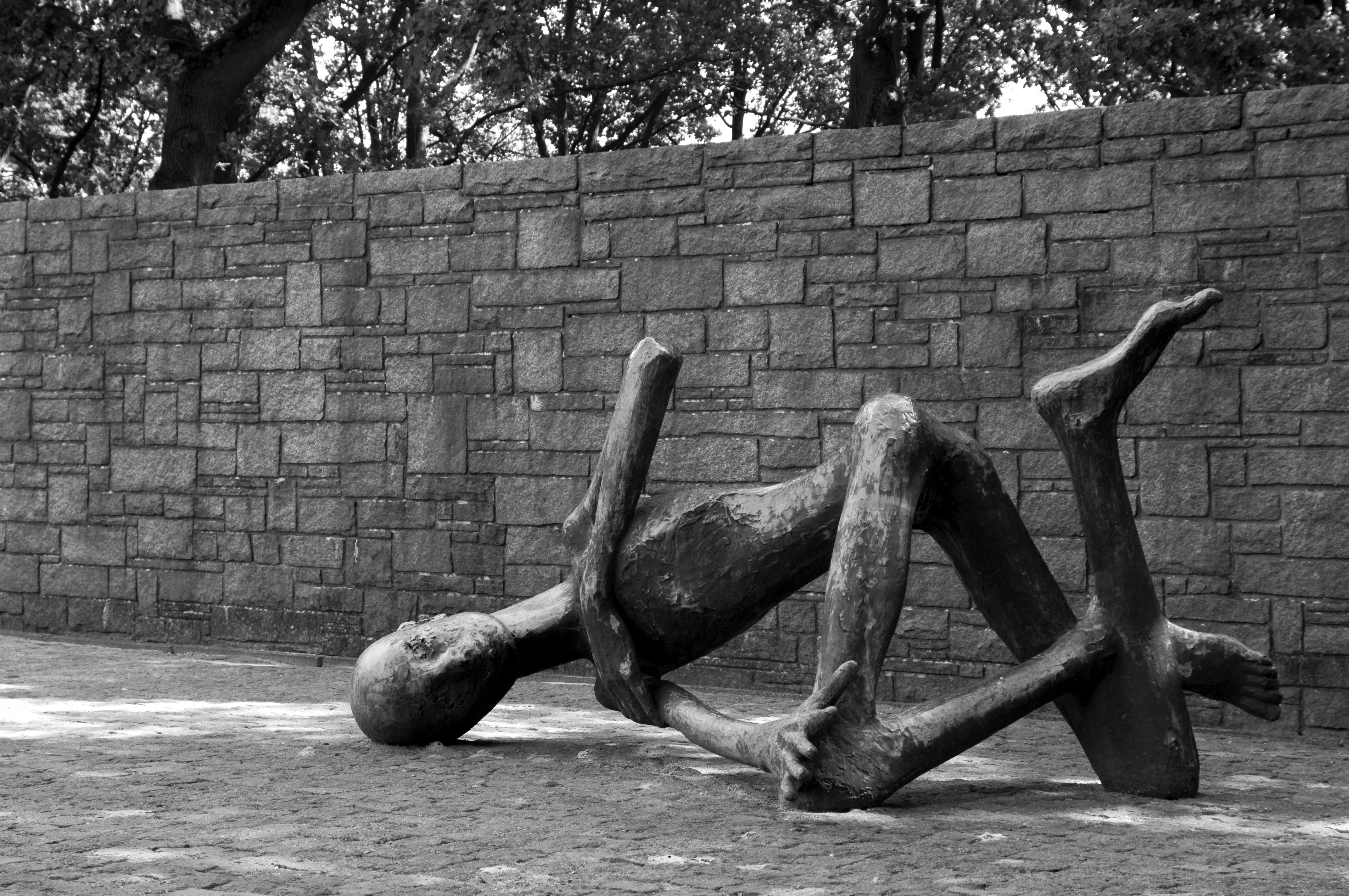
Скульптура «Умирающий узник» («Умирающий узник») работы Франсуа Салмона на мемориальном месте концлагеря Нойенгамме.

Интернационал Махнмаль (место международного траура) — это сущность колонны (символ крематория). К нему ведёт пешеходная дорожка, справа — таблички с названиями всех стран, откуда пришли заключённые лагеря. Скульптура умирающего заключённого Франсуа Сальмона производит впечатление боли.
Мемориальное дерево на садовом участке бывшего концентрационного лагеря
К северу от Международного места траура (на немецком языке: Internationales Mahnmal) кольцевая тропа ведёт через мемориальный лес на озеленительную территорию бывшего концентрационного лагеря. Здесь установлены мемориальные камни, скульптуры и памятники. На мемориальных досках информация на немецком, французском и английском языках. Они являются свидетелями и знаками траура по преследуемым группам, депортированным, заключённым и убитым в результате возмездия.

## Кладбища и мемориалы за пределами территории бывшего концентрационного лагеря
Три лагеря-спутника Нойенгамме также служат общественными мемориалами: Bullenhuser Damm, Poppenbüttel и Fuhlsbüttel. Первый из них — памятник 20 детям, убитым в результате медицинских экспериментов в главном лагере. Второй — это бывший сублагерь Нойенгамме в Гамбурге-Заселе, куда были переведены и заставлены работать на строительстве еврейские женщины из Лодзинского гетто в Польше. Третья находится внутри сторожки тюрьмы Фульсбюттель. Часть этого комплекса служила концентрационным лагерем для коммунистов, противников режима и многих других групп. Во время нацистского режима там было убито около 450 заключённых.

## Кап Аркона
Читайте также: Кап Аркона

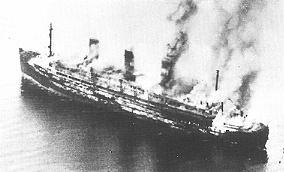
Кап Аркона горит вскоре после атак британских ВВС в мае 1945 года.

Приказ о переводе заключённых из лагерей на тюремные корабли поступил от гауляйтера из Гамбурга Карла Кауфмана, который сам действовал по приказу из Берлина. Хотя позже Кауфман утверждал в суде по военным преступлениям, что заключённые предназначены для Швеции, глава гестапо Гамбурга Георг-Хеннинг Граф фон Бассевиц-Бер заявил на том же судебном процессе, что заключённые на самом деле должны быть убиты в соответствии с приказами Гиммлера. Предполагалось, что сам план предусматривал зачистку кораблей с заключёнными, все ещё находящимися на борту.

## Деятельность лагеря
Голод был распространённой проблемой в лагере. Предоставленной еды было настолько недостаточно, что большинство заключённых умерло в течение трёх месяцев после прибытия. Скудные порции были плохого качества и часто были несъедобными. Самой смертельной болезнью в лагере была диарея. Многие заключённые пытались добывать пищу нелегально, а другим удавалось выжить за счёт продуктовых наборов от родственников и Красного Креста. Однако лишь некоторым группам заключённых разрешалось даже получать любую почту от родственников или международных организаций.
Жизнь в лагере была постоянной борьбой за выживание, вплоть до мельчайших деталей. Одно из немногих владений, которое разрешалось иметь заключённым, их миски были ржавыми и их можно было мыть только в холодной воде.
В начале здания лагеря заключённые спали на полу в переполненных деревянных бараках. В 1941 году были установлены трехъярусные двухъярусные кровати. С 1944 года койки были разделены между двумя-тремя заключёнными. Запах и переполненность означали, что после 10-12-часового рабочего дня спать было невозможно, а по утрам в ванных комнатах всегда было переполнено.
Заключённые цеплялись за дружбу и отношения в небольших группах. Интеллектуальная деятельность, а также редкие возможности для культурной деятельности, такие как рисование, резьба по дереву, разговоры о литературе и чтение поэзии или песен, помогли им сохранить свою волю к выживанию.

## Истребление с помощью труда
Концентрационный лагерь Нойенгамме находился под властью эсэсовцев, практиковавших «трудовое истребление». Заключённые работали по 10-12 часов в день и были убиты как из-за нечеловеческих условий в лагере, так и из-за активного насилия со стороны охранников. 42 900 заключённых умерли от тяжёлого рабского труда в сочетании с недостаточным питанием, крайне негигиеничными условиями, способствующими распространению болезней, и произвольными жестокими наказаниями со стороны охранников. Хотя в лагере существовали больницы, лекарств было мало, и вход в больницу почти всегда был смертным приговором. Больницы также использовались как место для убийства больших групп ослабленных советских заключённых с помощью смертельной инъекции.

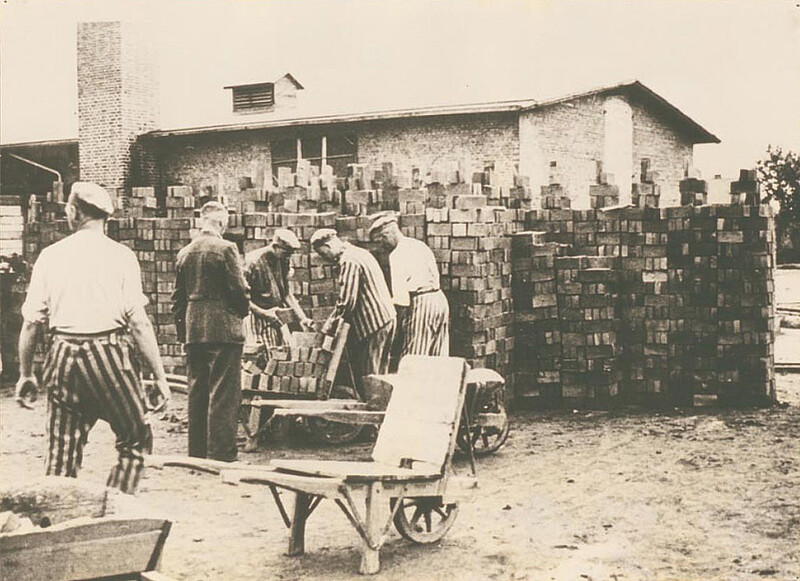
Заключённые концлагеря работают на старом кирпичном заводе

Работа в главном лагере была сосредоточена на кирпичном производстве в первой половине войны. Это включало в себя строительство канала на небольшом ответвлении реки Эльбы, расположенном на территории лагеря, для транспортировки сырья из Гамбурга. Заключённые были вынуждены, независимо от погодных условий и состояния здоровья, выкапывать тяжёлый торфяной грунт ненадлежащими орудиями труда. После того, как заключённые закончили строительство нового кирпичного завода в 1942 году, одним из самых густонаселенных заданий была работа в глиняном карьере, добыча и транспортировка глины из главного лагеря для производства кирпича. Строительство канала, выкапывание глины и транспортировка грунта были известны как три «смертельных коммандоса». Квалифицированный труд почти всегда давали заключённым на верхних ступенях арийской иерархии.
С 1942 года и до конца войны производство оружия стало центральным направлением в Нойенгамме, где частные предприятия получали финансовую выгоду от принудительного труда заключённых. После переговоров с нацистским режимом несколько оружейных предприятий, в том числе Messap, Jastram, Walter-Werke и Deutsche Ausrüstungswerke (DAW), принадлежащие SS, создали предприятия в концентрационном лагере Нойенгамме. Вальтер использовал их фабрику для производства полуавтоматических винтовок Gewehr 43. Хотя условия для заключённых, работающих на этих частных фабриках, были лучше, чем для тех, кто работал в других командосах, все заключённые работали под постоянной угрозой перевода в командос смерти. По свидетельству бывшего санитарного врача Вильгельма Бахра, во время суда над Бруно Тешем в 1942 году 200 русских военнопленных получили газообразное вещество в виде зловонной кислоты. В апреле 1942 года в лагере был построен крематорий. До этого все тела были доставлены в Гамбург для кремации.

### Другие лагеря Нойенгамме
Более 80 сублагерей были частью системы концентрационных лагерей Нойенгамме. Первый спутник Нойенгамме был открыт в 1942 году, когда заключённые Нойенгамме были доставлены в подлагеря Арбейтсдорф. Количество заключённых в подлагерях резко варьировалось от лагеря к лагерю и составляло от 3 000 до 10 и менее человек.
Почти все женщины, заключённые в Нойенгамме, были интернированы в подлагерях. В конце 1943 года, вероятнее всего в ноябре, в Нойенгамме были зарегистрированы первые женщины-заключённые в соответствии с лагерными данными. Летом 1944 года Нойенгамме получил многочисленные перевозки заключённых женщин из Освенцима, а также из других лагерей на Востоке. В конце концов все женщины были отправлены в один из лагерей.
Некоторые из бывших лагерей-спутников были превращены в мемориалы или, по крайней мере, оснащены мемориальными досками на местах. В 2000 году, однако, в 28 местах все ещё не было обнаружено ничего, что указывало бы на прошлое присутствие лагеря. Доктор Гарбе из Мемориала концентрационного лагеря Нойенгамме писал: «Важность лагерей-спутников ещё больше подчеркивается тем фактом, что к концу войны в лагерях-спутниках находилось в три раза больше заключённых, чем в главном лагере».

### Некоторые филиалы концлагеря
- Концлагерь Ганновер-Алем
- Концлагерь Ганновер-Лангенхаген
- Концлагерь Ганновер-Лиммер
- Концлагерь Ганновер-Мисбург

## Известные заключённые
- Рейндер «Рейн» Бумсма[англ.], голландский футболист/полковник Голландской армии Ретд,
- Клод Бурде[англ.], французский писатель и политик.
- Эмиль Франтишек Буриан, чешский поэт, журналист, певец, актёр, музыкант, композитор, драматический советник, драматург и режиссёр
- Ян Камперт, голландский журналист, театральный критик, писатель и член Голландского Сопротивления.
- Роберт Домани, хорватский коммунист, партизан и национальный герой СФР Югославия.
- Эрнст Голденбаум[англ.], восточногерманский политик.
- Рене Жимпель[англ.], французский арт-дилер и коллекционер.
- Пер Йохан Гресли[англ.], норвежский врач.
- Коэн Хиссинк[англ.], голландский актёр
- Мишель Холлар[англ.], французский полковник и член Французского Сопротивления.
- Жорж Журнуа[англ.], французский бригадный генерал и член Французского Сопротивления.
- Антон де Ком, суринамский боец сопротивления.
- Генри Вильгельм Кристиансен, редактор норвежской газеты и политик.
- Леонель де Мутье[англ.], французский политик.
- Фриц Пфеффер, немецкий еврей, житель дома Анны Франк.
- Чава Розенфарб[англ.], польский писатель на идиш.
- Давид Руссе, французский писатель и политический деятель.
- Зузана Ружичкова, чешский клавесинист
- Карл Сяре, эстонский политик
- Курт Шумахер, немецкий политик.
- Иоганн Тролльман, цыганско-немецкий боксер.
- Ханс ван Валсем, голландский олимпийский гребец.
- Сергей Набоков, журналист, переводчик, брат писателя Владимира Набокова.

## Лагерь в послевоенное время
В 1945-48 гг. на территории бывшего концлагеря был устроен британский лагерь для интернированных лиц «Civil Internment Camp No. 6». 27 мая 1945 года в лагерь из района расположения 9-й Армии США были доставлены более чем 8000 бывших эсэсовцев. Закрыт лагерь был 13 августа 1948 года. С 6 сентября 1948 по 18 октября 2006 года на территории бывшего концлагеря располагалась гамбургская тюрьма Фирланде (нем. Vierlande).

## Воспоминания заключённых
- Либстер М. В горниле ужаса: рассказ человека, прошедшего через фашистский террор. — Пер. с англ. — М.: Особая книга, 2007, 250г, 192 с.: ил. ISBN 978-5-9797-0003-8
- Max Liebster: Hoffnungsstrahl im Nazisturm. Geschichte eines Holocaustüberlebenden; Esch-sur-Alzette, 2003; ISBN 2-87953-990-0